# تیرانداز (فیلم ۱۹۸۸)
تیرانداز (انگلیسی: Shooter) یک فیلم است که در سال ۱۹۸۸ منتشر شد.